# Arsen'evka
La Arsen'evka (in russo Арсеньевка?) è un fiume della Russia estremo-orientale (Territorio del Litorale), affluente di sinistra dell'Ussuri (bacino idrografico dell'Amur). Il fiume è conosciuto anche con la denominazioni di origine cinese Daubi o Daubihe.

## Percorso
Il fiume nasce dal versante interno della catena dei monti Sichotė-Alin', nella loro sezione sudoccidentale, dalla confluenza dei due rami sorgentizi Tudagou e Erl'dagou (anche Muravejka), scorrendo successivamente con direzione mediamente settentrionale per tutto il suo percorso. Sfocia dopo 190 chilometri di percorso nell'alto corso dell'Ussuri, presso il villaggio di Bel'covo; secondo altre fonti, contando il maggiore ramo sorgentizio, la lunghezza del fiume sale a 294 km.
I principali centri abitati incontrati nel suo corso sono Arsen'ev, Anučino e Jakovlevka.